# 營山龍興寺正殿
龍興寺正殿位於四川省南充市營山縣雙林鄉，文物遺址年代判定為明。2002年12月27日公佈為四川省第六批省級文物保護單位。